# Zamek w Bydlinie
Zamek w Bydlinie – ruiny zamku z XIV wieku leżącego na Wyżynie Krakowsko-Częstochowskiej, we wsi Bydlin w województwie małopolskim, w powiecie olkuskim.
Zamek leży na Szlaku Orlich Gniazd, pieszym i rowerowym. Zamek wznoszący się na wysokim, skalistym wzgórzu od XVI wieku pełnił również funkcję świątyni. Wśród uczonych pojawiały się również opinie, że budowla nigdy nie była zamkiem i od początku pełniła funkcje sakralne.

## Historia
Pierwsze wzmianki na temat zamku sięgają końca XIV w. Na wysokim, skalistym wzgórzu wzniesiono wtedy warownię – wieżę obronną. Swoją pierwotną funkcję pełniła przez około dwieście lat. Początkowym właścicielem był syn Niemierzy z Gołczy. To właśnie temu drugiemu przypisuje się często budowę warowni.
Do czasu, kiedy w XVI w. przeszedł na własność Bonerów, a następnie Firlejów, zamek miał około dwudziestu właścicieli. Na początku XVI w. Firlejowie dokonali przebudowy murów zamku na kościół. W okresie reformacji ok. 1570 r. Jan Firlej (ówczesny właściciel Bydlina) na krótki czas zamienił kościół na zbór ariański. W 1594 r. jego syn Mikołaj ponownie przeobraził świątynię na kościół katolicki p.w. Świętego Krzyża, od którego nazwę przejęło następnie całe wzgórze. W 1655 r. kościół zniszczyli Szwedzi pod dowództwem generała Müllera, idący na Częstochowę. Kilkadziesiąt lat później obiekt został odbudowany przez Męcińskich, jednak na skutek ciągłego zagrożenia przez napady rabusiów pod koniec XVIII w. budynek został opuszczony i popadł w ruinę. W drugiej połowie XIX w. z kamienia pochodzącego z jego murów wybudowano m.in. kaplicę na cmentarzu u stóp wzgórza. Pod koniec XIX w. na stokach góry zamkowej istniała kopalnia galeny.
Na początku I wojny światowej, w połowie listopada w tym rejonie przebiegała linia frontu pomiędzy wojskami Austro-Węgier i Rosji. Walczący w szeregach austro-węgierskich żołnierze Legionów Polskich pod dowództwem komendanta Trojanowskiego okopali się, zajmując pozycje na wzgórzu zamkowym, naprzeciw stojących w Załężu wojsk rosyjskich. W dniach 17-19 listopada miała tu miejsce bitwa pod Krzywopłotami.

## Architektura
Zachowały się jedynie resztki murów i fosy. Ruiny mają kształt prostokąta o długości 24 m i szerokości 11 m. Budynek wzniesiony z miejscowego wapienia był oskarpowany na narożach. Średnia grubość murów wynosiła nieco ponad 2 m, a przeciętna wysokość ok. 7 m. W murach widnieją ślady zabudowanych okienek strzelniczych.

## Archeologia
Badania archeologiczne przeprowadzone przez Błażeja Muzolfa w 1989 r. zaowocowały odkryciem fundamentów nieznanych dotąd budynków, m.in. wieży bramnej. Odkrycia te pozwoliły ostatecznie zakwalifikować budowlę jako zamek. Podczas wykopalisk znaleziono także denar Ludwika Węgierskiego pochodzący z ok. 1370 r., co pozwoliło na datowanie budowy muru mniej więcej na okres andegaweński. Wydobyto też znaczne ilości ceramiki naczyniowej, kafli z pieców z przedstawieniami figuralnymi i heraldycznymi, kafli miskowych i garnkowych.

W 2009 r. zawalił się południowy mur budynku mieszkalnego. W 2012 r. przeprowadzono prace remontowe.

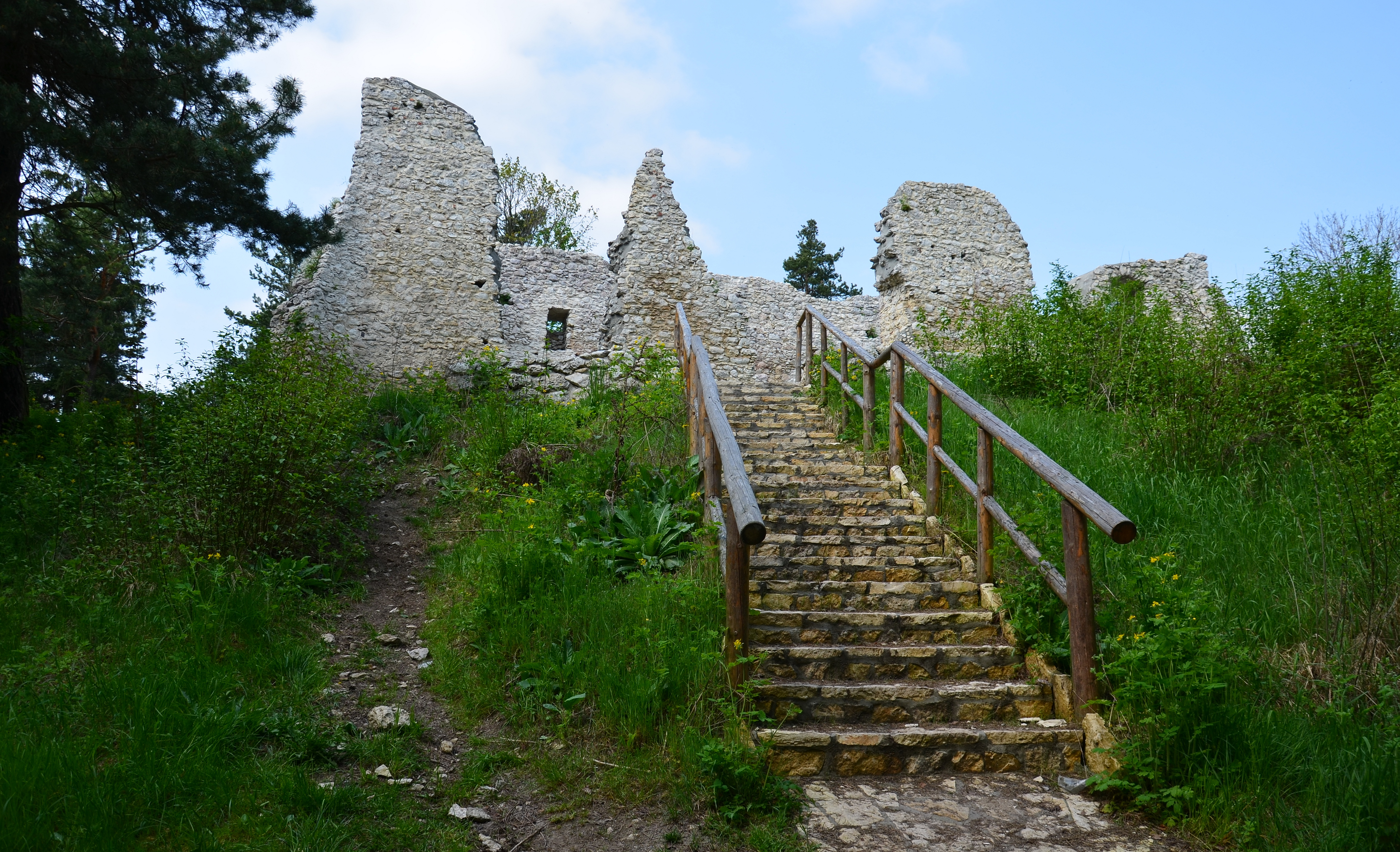
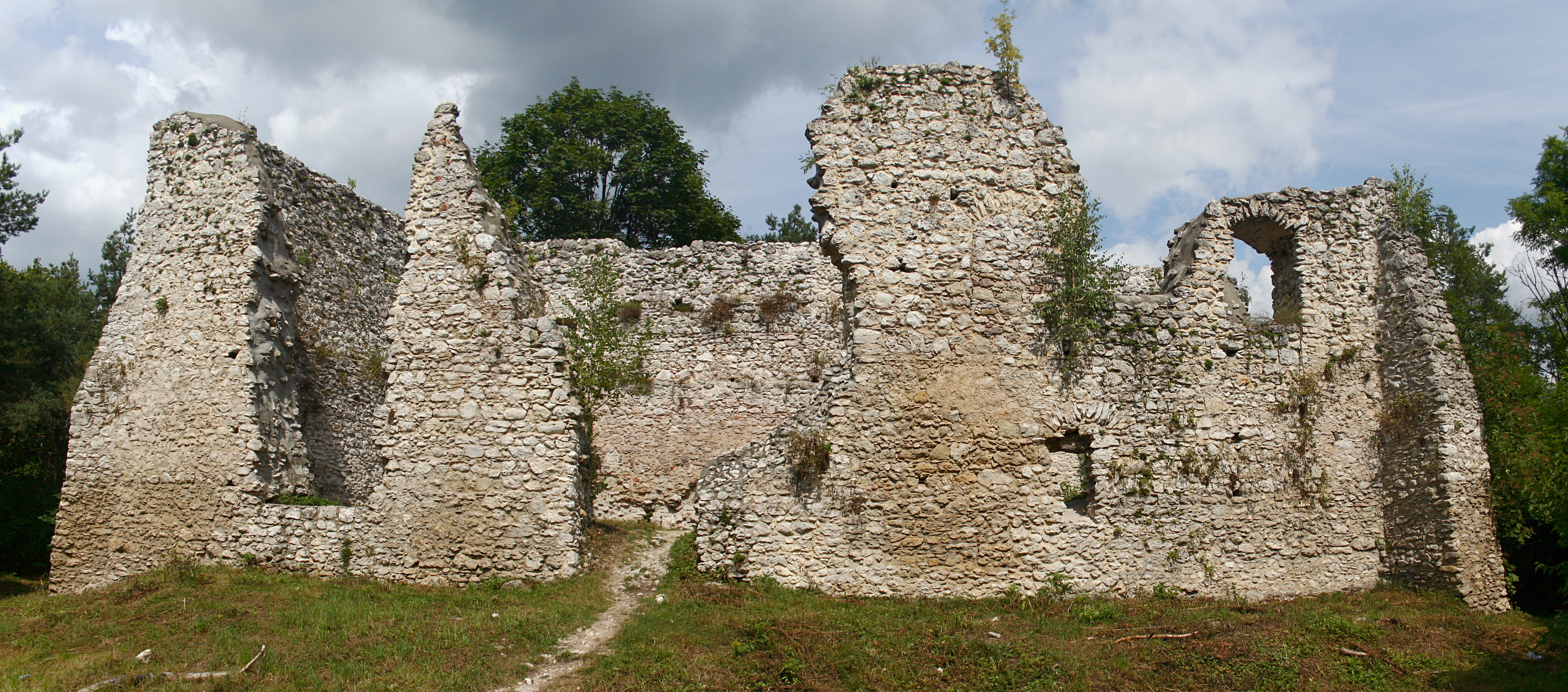
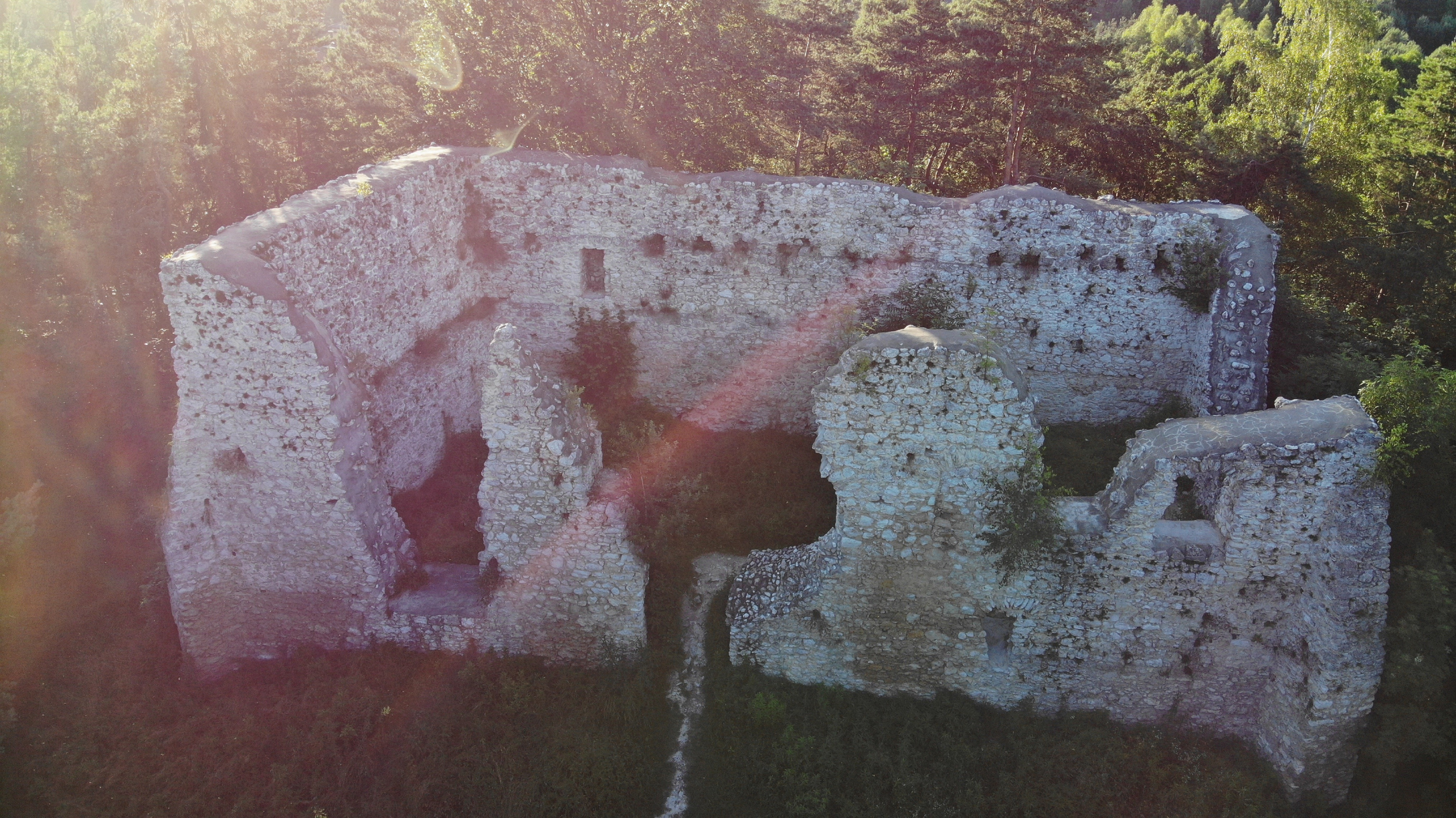
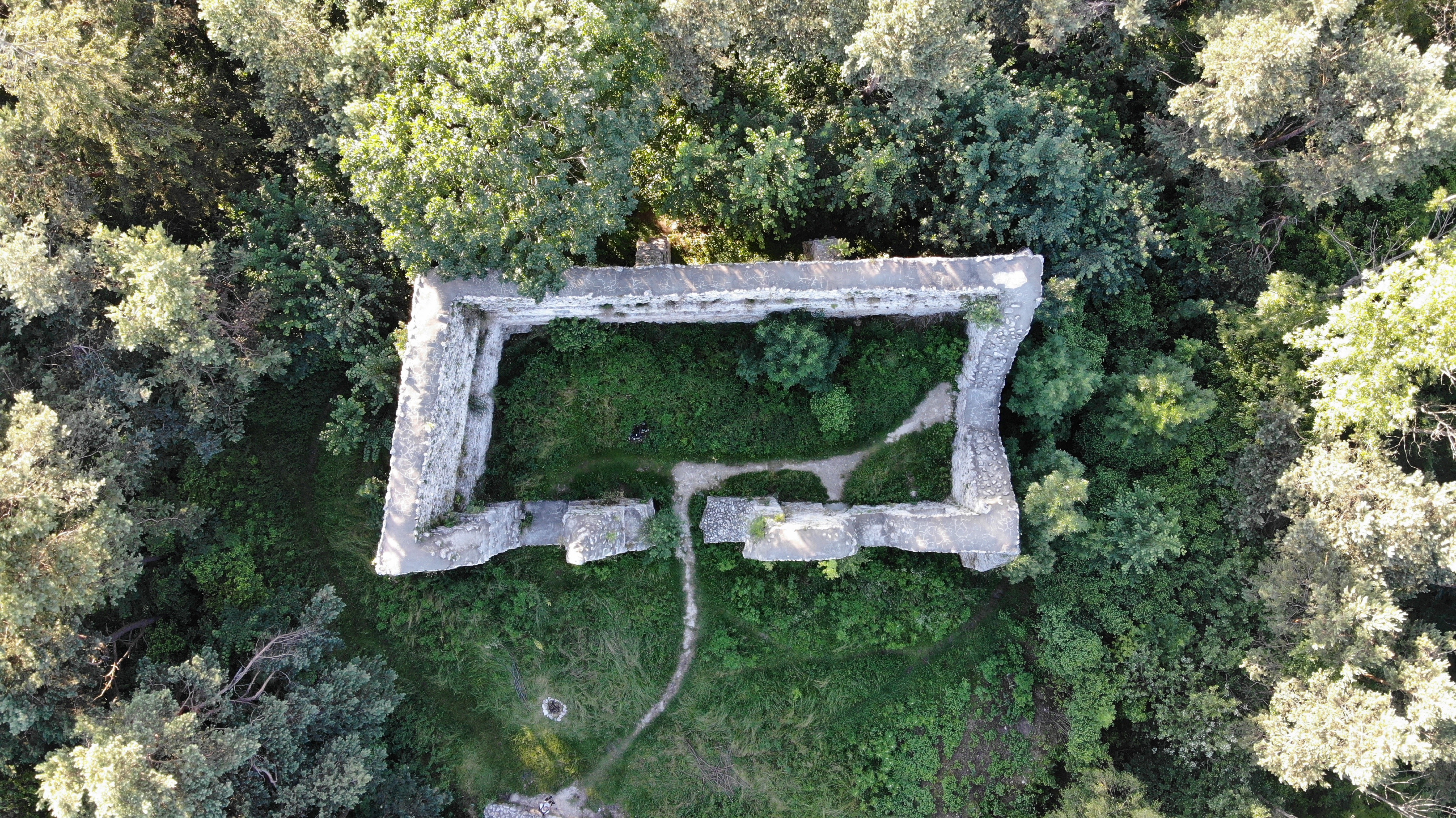
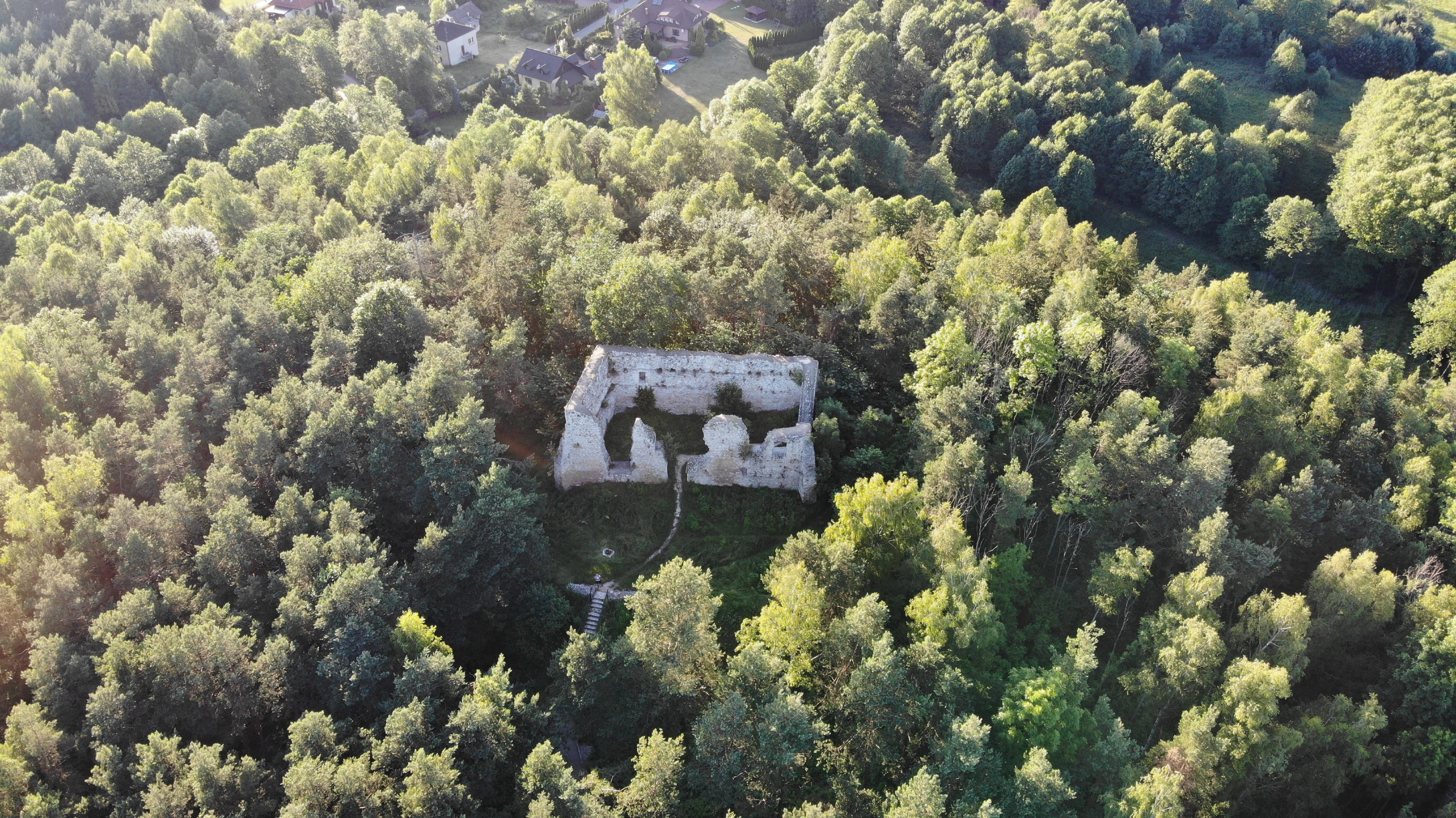